# Пуэрто, Алехандро
Алехандро «Але» Пуэрто Диас (исп. Alejandro "Ale" Puerto Díaz; род. 1 октября 1964, Пинар-дель-Рио) — кубинский борец вольного стиля, чемпион Олимпийских игр, двукратный чемпион мира, призёр розыгрышей Кубка мира, четырёхкратный Панамериканский чемпион, двукратный чемпион Центральной Америки. Первый кубинский олимпийский чемпион по вольной борьбе.

## Биография
Начал заниматься борьбой в 1976 году. Уже в 1978 году выступил на Панамериканском чемпионате среди юношей и завоевал звание чемпиона. Дебютировал на международной арене среди взрослых в 1982 году, и стал вторым на Играх Центральной Америки и стран Карибского бассейна. В 1983 году был третьим на Панамериканских играх. В 1984 году победил на чемпионате Центральной Америки. В 1985 году выступил на чемпионате мира и вошёл в шестёрку. В 1986 году занял второе место на розыгрыше Кубка мира, четвёртое на чемпионате мира и стал победителем Игр Центральной Америки и стран Карибского бассейна. В 1987 году победил на Панамериканском чемпионате и Панамериканских играх. В 1988 году вновь стал чемпионом Панамерики и остался вторым на Кубке мира. В 1989 году был третьим на Кубке мира и лишь восьмым на чемпионате мира. В 1990 году стал чемпионом мира, двукратным чемпионом Центральной Америки, двукратным чемпионом Центральной Америки, двукратным чемпионом Игр Центральной Америки и стран Карибского бассейна и занял седьмое место на Гран-при Германии. В 1991 году получил тяжёлую травму — разрыв бицепса, но тем не менее, в том же году завоевал серебряные медали Панамериканского чемпионата и Панамериканских игр. В 1992 году в третий раз стал победителем чемпионата Панамерики.
На Летних Олимпийских играх 1992 года в Барселоне боролся в категории до 57 килограммов (легчайший вес). Участники турнира, числом в 18 человек в категории, были разделены на две группы. За победу в схватках присуждались баллы, от 4 баллов за чистую победу и 0 баллов за чистое поражение. В каждой группе определялись пять борцов с наибольшими баллами (борьба проходила по системе с выбыванием после двух поражений) и они разыгрывали между собой места с первое по восьмое. Победители групп встречались в схватке за первое-второе места, занявшие второе место — за третье-четвёртое места и так далее. Кубинский борец, несмотря на поражение от американца Кендалла Кросса, стал победителем группы, в финале одолел Сергея Смаля и стал чемпионом олимпийских игр.
| Круг  | Соперник       | Страна                    | Результат | Основание     | Время схватки |
| ----- | -------------- | ------------------------- | --------- | ------------- | ------------- |
| 1     | -              | -                         | -         | -             |               |
| 2     | Ахмет Насир    | Пакистан                  | Победа    | 6-0 (3 балла) |               |
| 3     | Андрес Иньеста | Испания                   | Победа    | 8-0 (3 балла) |               |
| 4     | Роберт Доусон  | Канада                    | Победа    | 1-0 (3 балла) |               |
| 5     | Ремзи Мусаоглу | Турция                    | Победа    | 3-0 (3 балла) |               |
| 6     | Кендалл Кросс  | Соединённые Штаты Америки | Поражение | 6-10 (1 балл) |               |
| Финал | Сергей Смаль   | Объединённая команда      | Победа    | 5-0 (3 балла) |               |

В 1993 году стал третьим на розыгрыше Кубка мира. В 1994 году вновь сумел завоевать звание чемпиона мира. В 1995 году был третьим на Панамериканских играх и всего лишь 14-м на чемпионате мира. В 1996 году победил на квалификационном предолимпийском турнире Панамерики и завоевал третье место на Гран-при Германии.
На Летних Олимпийских играх 1996 года в Атланте боролся в категории до 57 килограммов (легчайший вес). После первого круга, борцы делились на две таблицы: победителей и побеждённых. Победители продолжали бороться между собой, а побеждённые участвовали в утешительных схватках. После двух поражений в предварительных и классификационных (утешительных) раундах, борец выбывал из турнира. В ходе турнира, таким образом, из таблицы побеждённых убывали дважды проигравшие, но она же и пополнялась проигрывающими из таблицы победителей. В конечном итоге, определялись восемь лучших борцов. Не проигравшие ни разу встречались в схватке за 1-2 место, выбывшие в полуфинале встречались с победителями утешительных схваток и победители этих встреч боролись за 3-4 места и так далее. В категории боролись 22 спортсмена. Алехандро Пуэрто по жребию в первой же схватке достался ветеран, чемпион олимпийских игр ещё 1984 года Шабан Трстена, которому кубинец проиграл и дальше боролся уже в утешительных схватках. Во второй утешительной схватке кубинский борец вновь проиграл и выбыл из турнира, заняв итоговое 15 место.
| Круг                       | Соперник       | Страна                  | Результат | Основание      | Время схватки |
| -------------------------- | -------------- | ----------------------- | --------- | -------------- | ------------- |
| 1                          | Шабан Трстена  | Флаг Северной Македонии | Поражение | 3-4 (3 балла)  | 6:28          |
| 2-й классификационный круг | Кори О’Брайен  | Австралия               | Победа    | 9-1 (9 баллов) | 5:00          |
| 3-й классификационный круг | Мохаммад Талаи | Иран                    | Поражение | 0-5 (0 баллов) | 5:00          |

После Олимпиады закончил карьеру.
На настоящее время является тренером по борьбе и спортивным функционером на Кубе.

## Видео
- - Олимпийские игры 1992, вольная борьба, 57 кг, финал: Сергей Смаль (СССР) — Алехандро Пуэрто (Куба)